# 十階堂一系
十階堂 一系（じゅっかいどう いっけい、12月23日-）は、日本の男性小説家。群馬県出身。

## 作品リスト
メディアワークス文庫
- 不完全ナックル（2012年 8月25日）《イラスト:ぶーた》ISBN 978-4-04-886908-9
- 不完全ナックル2（2012年11月22日）《イラスト:ぶーた》ISBN 978-4-04-891168-9
- 自称分析官ヴィルヘルムの迷推理（2014年 6月25日）《イラスト:霜月えいと》ISBN 978-4-04-866707-4

電撃文庫
- 赤村崎葵子の分析はデタラメ（2013年 5月10日）《イラスト：霜月えいと》ISBN 978-4-04-891622-6
- 赤村崎葵子の分析はデタラメ・続（2013年 9月10日）《イラスト：霜月えいと》ISBN 978-4-04-891945-6
- 十三矛盾の魔技使い（ソルヴァナイト）（2014年11月 8日）《イラスト:雛咲》ISBN 978-4-04-869046-1
- 十三矛盾の魔技使い（ソルヴァナイト）2（2015年 3月10日）《イラスト:雛咲》ISBN 978-4-04-869331-8
- 異世界からの一粒の ～この姫騎士、チェンジ！～（2015年 5月 9日）《イラスト:柚希きひろ》ISBN 978-4-04-865212-4
- やりなおし魔術機工師の再戦録（2015年10月10日）《イラスト:嵐月》ISBN 978-4-04-865462-3
- やりなおし魔術機工師の再戦録2（2016年 2月10日）《イラスト:嵐月》ISBN 978-4-04-865759-4
- ノイズ：ドラゴラ（2016年10月 8日）《イラスト:なぎみそ》ISBN 978-4-04-892453-5
- 資格の神様（2017年5月10日）《イラスト:かろちー》ISBN 978-4-04-892836-6